# Convención Interamericana contra el Terrorismo
La Convención Interamericana contra el Terrorismo fue adoptada por los Estados miembros de la Organización de Estados Americanos en su Asamblea General (OEA) llevada a cabo en Bridgetown, Barbados, el 3 de junio de 2002. La Convención, negociada conforme a un mandato de los Ministros de Asuntos Exteriores de la OEA poco después de los ataques terroristas del 11 de septiembre de 2001 en los Estados Unidos, refleja la situación hemisférica de América y el compromiso amplio para mejorar la cooperación en la lucha contra el terrorismo.

## Antecedentes
La Convención Interamericana contra el Terrorismo encuentra su génesis más inmediata en los hechos que ocurrieron el 11 de setiembre del 2001 con los atentados terroristas en los Estados Unidos. Sin embargo, durante la década de los 90, la OEA ya tenía el tema en su agenda, pues en aquellos años se aprobaron algunos instrumentos en la lucha contra este flagelo, como por ejemplo la Declaración de Lima para Prevenir, Combatir y Eliminar el Terrorismo, y el Plan de Acción sobre Cooperación Hemisférica para Prevenir, Combatir y Eliminar el Terrorismo, ambos adoptados en el marco de la Conferencia Especializada Interamericana sobre Terrorismo que se desarrolló en Lima, Perú, durante el mes de abril de 1996. La Declaración establece algunas consideraciones importantes el determinar que los actos terroristas son delitos comunes graves y, como tales, deben ser juzgados por tribunales nacionales de conformidad con la legislación interna y las garantías que ofrece el estado de derecho.

## Alcances
En suma, la Convención:
- Mejora la cooperación regional en la lucha contra el terrorismo, mejorando así la seguridad.
- Compromete a las partes a esforzarse por firmar y ratificar los instrumentos antiterroristas pertinentes de la ONU (un elemento importante en la Resolución 1373 del Consejo de Seguridad de la ONU).
- Compromete a las partes a utilizar las recomendaciones del Grupo de Acción Financiera Internacional (GAFI) y otras entidades especializadas como directrices para tomar medidas para prevenir, combatir y erradicar la financiación del terrorismo.
- Niega refugio seguro a presuntos terroristas, tanto refugiados como solicitantes de asilo, y niega el uso de la "excepción por delito político" por parte de presuntos terroristas para evitar la extradición o la prestación de asistencia legal mutua.
- Extiende los actos terroristas cubiertos por los instrumentos antiterroristas pertinentes de las Naciones Unidas a delitos financieros (por ejemplo, lavado de dinero) y otras disposiciones de la Convención de las Naciones Unidas contra la Delincuencia Organizada Transnacional. Por lo tanto, la Convención de la OEA elabora para uso regional una variedad de herramientas legales que han demostrado ser efectivas contra la delincuencia organizada transnacional en los últimos años.
- Mejora la cooperación en una serie de áreas, incluyendo: intercambios de información sobre medidas de control fronterizo y acciones de aplicación de la ley; nombramiento de un único punto de contacto nacional como enlace con otros estados y organismos pertinentes; intercambios de experiencia y formación; asistencia técnica; y asistencia jurídica mutua.
- Demuestra solidaridad regional en la lucha contra el terrorismo.
- Facilita la implementación de varios de los mandatos de la Resolución 1373 del Consejo de Seguridad de las Naciones Unidas y amplía la capacidad de los estados signatarios para actuar sobre algunas de las recomendaciones establecidas en la Resolución.

A 2007, la Convención ha sido suscrita por 33 de los 34 Estados miembros activos y ha sido ratificado por 24 de ellos.